# Espargos (Cabo Verde)
Espargos é a sede do concelho do Sal, e a maior cidade da Ilha do Sal, em Cabo Verde. Tem uma população de 8.000 habitantes.[carece de fontes?] Está situada perto do Aeroporto Internacional Amílcar Cabral, que está na génese da sua criação e crescimento. Sendo um dos centros urbanos com maior crescimento relativo nos últimos anos, a povoação foi recentemente elevada à categoria de cidade.

## Bairros
- Preguiça - o centro histórico, onde existe a maior concentração de edifícios e serviços
- Hortelã
- Ribeira Funda
- Morro Curral - ladeando o lado sul do morro com o mesmo nome
- Bairro Novo - a zona com o maior crescimento previsto para os próximos anos
  - Pretória - centro histórico do Bairro Novo
  - África 70
  - Ferradura - notável pela forma de ferradura em que as casas estão dispostas
  - IFH - moradias de apoio social
- Chã de Matias
- Chã de Fraqueza
- Alto de S.João
- Alto Santa Cruz

## Demografia
- 1991 (Censo de 23 de junho): 5.778
- 2000 (Censo de 16 de junho): 5.456
- 2004 (1 de janeiro): 6.173

## Economia
Devido ao forte fluxo turístico na ilha derivado do aeroporto (que até 2005 fora o único aeroporto internacional do país) e das belas praias (principalmente a de Santa Maria), o custo de vida na ilha é bastante superior à média nacional, sendo no entanto a cidade considerada o terceiro centro urbano do país em importância por causa do mercado (principalmente turístico) que movimenta.